# Tangará (ort)
Tangará är en ort i Brasilien.   Den ligger i kommunen Tangará och delstaten Rio Grande do Norte, i den östra delen av landet, 1 700 km nordost om huvudstaden Brasília. Tangará ligger 188 meter över havet och antalet invånare är 8 067.
Terrängen runt Tangará är platt, och sluttar österut. Närmaste större samhälle är São José do Campestre, 16,1 km sydost om Tangará.
Omgivningarna runt Tangará är huvudsakligen savann. Runt Tangará är det ganska glesbefolkat, med 42 invånare per kvadratkilometer.